# Cuộc hành quân Castor
Cuộc hành quân Castor là chiến dịch quân sự do Pháp phát động từ 20 đến 22 tháng 11 năm 1953, ngay trước khi Chiến dịch Điện Biên Phủ diễn ra. Quân đội Liên hiệp Pháp cho quân nhảy dù chiếm khu lòng chảo Điện Biên Phủ để thiết lập Tập đoàn cứ điểm phòng ngự tại đây.

## Bối cảnh
Điện Biên Phủ là một thung lũng phì nhiêu ở tây bắc Việt Nam. Dài 15 km, rộng 5 km, giữa thung lũng có sông Nậm Rốm chảy qua cánh đồng do người Thái cầy cấy. Một sân bay bỏ phế từ lâu, có từ thời Nhật, nằm dọc theo sông Nậm Rốm về phía bắc lòng chảo. Điện Biên Phủ cách Hà Nội 300 km về phía tây, cách Lai Châu 80 km về phía nam. Xung quanh là núi đồi trập trùng bao quanh tứ phía, rừng già khắp nơi làm chỗ ẩn náu dễ dàng cho quân du kích. Cũng như Lai Châu và Nà Sản, Điện Biên Phủ là một điểm chiến lược bảo vệ tây bắc Lào và thủ đô Vạn Tượng (Luang Prabang). Chỉ huy quân Pháp ở Bắc Kỳ, tướng René Cogny nhấn mạnh: Điện Biên Phủ là một căn cứ bộ binh - không quân (base aéroterrestre) lý tưởng, là "chiếc chìa khoá" của Thượng Lào.
Tập đoàn cứ điểm Điện Biên Phủ được ra đời án ngữ miền Tây Bắc Việt Nam, kiểm soát liên thông với Thượng Lào để làm bẫy nhử, thách thức quân chủ lực Quân đội Nhân dân Việt Nam (QĐNDVN) tấn công và, theo kế hoạch của Pháp, QĐNDVN sẽ bị nghiền nát tại đó.

## Kế hoạch
Khi biết tin QĐNDVN sẽ tiến lên Tây Bắc, với lý do bảo vệ Lai Châu, Tổng Chỉ huy quân Pháp tại Đông Dương Henri Navarre đã quyết định chiếm Điện Biên Phủ. Ngày 2 tháng 11 năm 1953, tướng Navarre đã chỉ thị cho tướng Cogny từ ngày 15 đến ngày 20 tháng 11, chậm nhất là ngày 1 tháng 12, phải đánh chiếm Điện Biên Phủ để thiết lập một điểm ngăn chặn bảo vệ cho Thượng Lào. Cuộc hành binh đánh chiếm Điện Biên Phủ có bí danh là "Hải Ly" (Cuộc hành quân Castor), chỉ huy là tướng Jean Gilles.
Ngày được chọn là 20 tháng 11 để quân dù có thể đứng vững chắc, đủ khả năng chiến đấu khi những đơn vị đi đầu của đối phương tới nơi. Một binh đoàn gồm 6 tiểu đoàn dù, 1 tiểu đoàn pháo (súng không giật 75mm) sẽ bất ngờ đổ xuống chiếm Điện Biên Phủ. Sửa xong sân bay, 3 tiểu đoàn dù sẽ được thay thế bởi một binh đoàn cơ động đưa lên từ đồng bằng, được đưa lên bằng máy bay. Theo đề nghị của tướng Gilles, Chỉ huy hành quân, 3 tiểu đoàn còn lại sẽ tổ chức thành đội dự bị chung để phản kích địch, một nhiệm vụ phải do những binh đoàn thật tinh nhuệ đảm đương, lực lượng ở Lai Châu sẽ rút về Điện Biên Phủ khi có nguy cơ uy hiếp nghiêm trọng. Chiến dịch lấy mật danh là Castor, mọi chi tiết được xác định xong trong cuộc họp ngày 17 tháng 11 tại nhiệm sở của Navarre ở Hà Nội, do đích thân Navarre chủ trì.

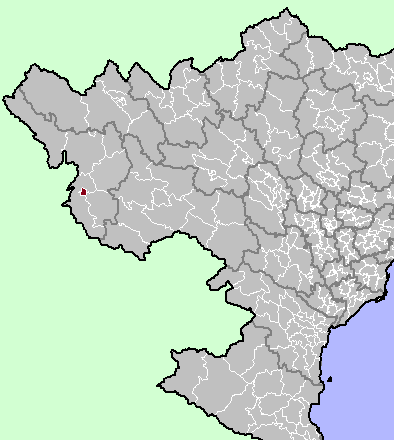
Vị trí Điện Biên Phủ (chấm đỏ).

Ngày 17 tháng 11 năm 1953, Navarre từ Sài Gòn ra Hà Nội cùng với Marc Jacket, Bộ trưởng chịu trách nhiệm về điều hành chiến tranh, và Maurice Dejean, Tổng ủy Đông Dương, để quyết định lần cuối về cuộc hành binh Castor đánh chiếm Điện Biên Phủ. Các tướng trực tiếp thi hành nhiệm vụ tiếp tục nêu những lý do về chiến thuật, kỹ thuật phản đối cuộc hành binh. Riêng Cogny, trước đó đã trình riêng với Navarre một tập những phiếu phản đối của cơ quan tham mưu dưới quyền mình, giữ im lặng. Cuối cùng, Navarre vẫn giữ quyết định thực hiện cuộc hành quân Castor và đưa ra các lập luận: về chiến lược là để bảo vệ Lào, về kinh tế là để nắm lấy nguồn lúa gạo, nhất là trong lòng chảo Điện Biên Phủ.

## Lực lượng
Quân Pháp có:
- Binh đoàn Không vận số 1 (Groupement Aéroporté 1 - GAP 1), gồm:

- Sở chỉ huy
- Tiểu đoàn Dù thuộc địa số 1 (1er Bataillon de Parachutistes Coloniaux - 1er BPC)
- Tiểu đoàn Dù thuộc địa số 6 (6ème Bataillon de Parachutistes Coloniaux - 6e BPC)
- Tiểu đoàn 2, Trung đoàn Dù nhẹ số 1 (2ème Bataillon, 1er Régiment de Chasseurs Parachutistes - II/1er RCP)
- Đại đội Công binh Dù số 17 (17e compagnie du génie parachutiste - 17e CGP)
- Một số khẩu đội pháo thuộc Trung đoàn Pháo binh dã chiến thả dù 35 (35e Régiment d'Artillerie Légère Parachutistes - 35e RALP)

- Binh đoàn Không vận số 2 (Groupement Aéroporté 2 - GAP 2), gồm:

- Tiểu đoàn Dù Lê dương số 1 (1er Bataillon Etranger de Parachutistes - 1er BEP)
- Tiểu đoàn Dù xung kích số 8 (8e Bataillon de Parachutistes de Choc - 8e BPC)
- Tiểu đoàn Dù 5 Quốc gia Việt Nam (5e Bataillon de Parachutistes Vietnamiens - 5e BPVN)

## Diễn biến
Lúc 6 giờ 52 ngày 20 tháng 11 năm 1953, phi cơ trinh sát gửi một bức điện mật mã tới Sở chỉ huy của Thiếu tướng Cogny - Chỉ huy các lực lượng mặt đất ở Bắc Bộ: "Sương đang tan ở Điện Biên Phủ". Lúc 8 giờ 15, sáng ngày 20 tháng 11 năm 1953, 33 máy bay Dakota cất cánh từ sân bay Bạch Mai hướng về Tây Bắc. 32 chiếc khác sẵn sàng chờ lệnh tại sân bay Gia Lâm. Tổng cộng 65 chuyến máy bay C-47 Dakota đã thả 3.000 lính dù và chiến cụ xuống thung lũng Điện Biên Phủ.
Phi đội C-47 đầu tiên đã tới Điện Biên Phủ lúc 10 giờ 30. Mệnh lệnh được phát ra "hook up". Một số lính kiểm tra lại các khẩu tiểu liên MAT-49; một số khác chỉnh lại những túi đạn và lựu đạn nặng trĩu. 10 giờ 35, lính dù bắt đầu nhảy. Thiếu tá Marcel Bigeard và tiểu đoàn 6e BPC, nhảy xuống điểm tập kết (dropping zone - DZ) tây bắc, Thiếu tá Jean Bréchignac và tiểu đoàn II/1e RCP nhảy xuống điểm DZ phía nam lòng chảo.
QĐNDVN chỉ bị bất ngờ chốc lát. Mệnh lệnh được truyền đi qua các cánh đồng lúa khi binh sĩ QĐNDVN chạy nước rút để bảo vệ Sở chỉ huy tiểu đoàn. Quân Pháp vấp phải sự kháng cự của Tiểu đoàn 910, Trung đoàn 148 địa phương của QĐNDVN có mặt ở đây. Tiểu đoàn của Bigeard nhảy trúng khu vực tiểu đoàn này đang tập dượt nên bị chống cự mãnh liệt. Bigeard cho biết: "Chúng tôi được cấp trên cho biết là ở đó không có quân Việt Minh. Nhưng chính xác là đã có hai đại đội. Một vài lính của tôi đã bị bắn chết khi đang còn lơ lửng trên không trung, số khác thì bị đâm chết khi chạm đất."
Thiếu tá Bigeard cùng với radio đi về phía làng, cố gắng thoát ra khỏi những gì mà sau này ông mô tả như một "mớ hỗn độn". 11 giờ 30, Bigeard thành lập bốt chỉ huy cách làng 250 m, làm việc với 4 chiếc đài phát mới có được. Với sự giúp đỡ của một máy bay phát hiện mục tiêu, ông yêu cầu các máy bay B-26 Invader tấn công vào những tốp lính đối phương, cố gắng liên lạc với Bréchignac hoặc nhóm chỉ huy đã nhảy dù cùng ông.
13 giờ 30, một số pháo hỏng đã kịp thời được phục hồi để bắn chặn vào làng trước đợt tấn công. Những chiếc B-26 bay thấp để bắn phá các đơn vị đối phương đã bắt đầu rút về phía nam. Trận đánh ở làng là một cuộc chiến đấu khá dữ dội. Máy bay Pháp phải yểm trợ đến 4 giờ chiều QĐNDVN mới rút lui. Pháp thiệt hại 16 người chết, 47 bị thương.
Ông Trần Can (tức Trần Cân), nguyên Đại đội trưởng Đại đội 634, Tiểu đoàn 910, Trung đoàn 148, nhớ lại buổi sáng sớm ngày 20 tháng 11 năm 1953:
"Dù của địch lúc này đã dày đặc trời Điện Biên. Dù rơi trùm lên cả trận địa của hai đại đội 221 và 225 chỗ sân bay. Súng cối mình không biết bắn thế nào vì bắn nó sẽ trúng cả quân mình. Hôm đó, nhiều chiếc Dakota sau khi trút dù đã sà xuống rất thấp để uy hiếp quân ta... Đánh nhau lẫn lộn, lục bục suốt từ 8 giờ sáng đến khoảng một giờ rưỡi chiều, chúng tôi và Đại đội 220 mới vào bắt liên lạc được với Đại đội 221 và Đại đội 225. Hai đại đội này đã thương vong nhiều do đánh giáp lá cà, dùng lựu đạn và lưỡi lê. Khoảng hơn 10 giờ, súng cối 81 ly của ta phía Bản Kéo lên tiếng, bắn tan rã từng mảng lính dù địch đang co cụm trên sân bay Mường Thanh. Đầu giờ chiều, địch cụm quân lại được trong cánh đồng gần phố Mường Thanh, vẫn chưa chiếm các điểm cao.
Đánh nhau đến 4 giờ chiều thì sương mù nhiều, ta và địch không thấy nhau. Sức chiến đấu của ta sau một ngày cũng xuống, chúng tôi cho rút quân, một bộ phận lên hướng Him Lam, số đông về Sam Mứn, cách trung tâm Mường Thanh chừng 6 km".
Hai ngày sau, ngày 21 và 22 tháng 11, liên tiếp 3 tiểu đoàn Dù nữa được thả xuống cùng với một đại đội Pháo binh. Ngày 24 tháng 11, phi đạo được sửa chữa xong, phi cơ lại đáp xuống được. Từ ngày 20 tới ngày 22 tháng 11 năm 1953, Pháp đã ném xuống cánh đồng Mường Thanh 6 tiểu đoàn dù, khoảng 4.595 quân
Ngày 26, một binh đoàn cơ động ở Lai Châu, có nhiệm vụ bảo vệ cuộc hành quân Castor từ xa, mới đến Điện Biên Phủ: 7 đại đội lính Thái từ vùng Yên Cừ ở phía Bắc xuống, mỗi hàng quân có lá cờ Pháp  đi đầu để tránh máy bay ném bom nhầm, dưới quyền chỉ huy của viên Đại úy Bodier, con rể của người đứng đầu xứ Thái tự trị: Đèo Văn Long, một tù trưởng người Thái, giữ chức chủ tịch. Điện Biên Phủ là một phủ trực thuộc tỉnh này, nằm trong lãnh thổ hoàng gia và được hưởng quy chế đặc biệt dành cho dân tộc thiểu số. Trung tá Trancart chỉ huy vùng Lai Châu, quan hệ giữa Bộ Chỉ huy quân sự và quyền lực phong kiến của Đèo Văn Long được giao cho Đại úy Bordier.
Ngày 27 tháng 11, Đại tá Christian de Castries được cử giữ chức vụ Chỉ huy trưởng căn cứ Điện Biên Phủ thay tướng Gilles, người đã chỉ huy cuộc nhảy dù đầu tiên. Ngày 29 tháng 11, tám ngày sau khi chiến dịch "Hải ly" bắt đầu, tướng Navarre và tướng Cogny đích thân thị sát Điện Biên Phủ và rất hài lòng với kết quả ban đầu của chiến dịch.